# General Roca (departement van Río Negro)
General Roca (Río Negro) is een departement in de Argentijnse provincie Río Negro. Het departement (Spaans:  departamento) heeft een oppervlakte van 14.655 km² en telt 281.653 inwoners.

## Plaatsen in departement General Roca
| - Allen - Bajo San Cayetano - Barda del Medio - Bº Blanco - Bº Calle Ciega Nº 6 - Bº Calle Ciega Nº 10 - Bº Canale - Bº Chacra Monte - Bº Costa Este - Bº Costa Linda - Bº El Labrador - Bº El Maruchito - Bº El Petróleo - Bº Ex Isla 10 - Bº Frontera - Bº Guerrico | - Bº La Barda - Bº La Costa - Bº La Defensa - Bº La Lor - Bº La Ribera - Bº APYCAR - Bº Las Angustias - Bº Mar del Plata - Bº Maria Elvira - Bº Mosconi - Bº Norte (Municipio Cinco Saltos) - Bº Norte (Municipio Cipolletti) - Bº Norte (Municipio General Roca) - Bº Pino Azul - Bº Porvenir - Bº Presidente Peron - Bº Puente 83 | - Bº Puente Cero - Bº Santa Rita - Bº Union - Campo Grande - Catriel - Cervantes - Chichinales - Cinco Saltos - Cipolletti - Colonia Peñas Blancas - Contralmirante Cordero - Coronel J. J. Gomez - Ferri - General Enrique Godoy - General Fernández Oro - General Roca | - Ingeniero Luis A. Huergo - Ing. Otto Krause - Lago Pellegrini - Mainqué - Padre Stefanelli - Paso Cordoba - Península Ruca Co - Peñas Blancas - Sargento Vidal - Villa Alberdi - Villa del Parque - Villa Manzano - Villa Regina - Villa San Isidro |